# 5e congrès des États-Unis
4 mars 1797 – 4 mars 1799
Sessions
Précédent Suivant
Le 5e congrès des États-Unis est la législature fédérale américaine, composée du Sénat et de la Chambre des représentants, débutant le 4 mars 1797 et s'achevant le 3 mars 1799.

## Sessions

### Session extraordinaire
Une session extraordinaire a lieu le 4 mars 1797 au Congress Hall de Philadelphie.

### Première session
La première session se déroule du 15 mai au 10 juillet 1797 au Congres Hall de Philadelphie.
- 7 juin 1797 : Ratification du traité de Tripoli par le Sénat.

### Deuxième session
La deuxième session se déroule du 13 novembre 1797 au 16 juillet 1798 au Congres Hall de Philadelphie.
- 7 avril 1798 : Création du territoire du Mississippi.
- 30 avril 1798 : Création du département de la Marine.
- 18 juin 1798 : An Act to establish a uniform rule of naturalization.
- 25 juin 1798 : An Act concerning Aliens.
- 6 juillet 1798 : An Act respecting Alien Enemies.
- 9 juillet 1798 : An Act further to protect the commerce of the United States (en)
- 11 juillet 1798 : Création du Corps des Marines.
- 14 juillet 1798 : An Act for the punishment of certain crimes against the United States.
- 16 juillet 1798 : Marine Hospital Service Act (en).

### Session extraordinaire
Une session extraordinaire se déroule du 17 au 19 juillet 1798 au Congress Hall de Philadelphie.

### Troisième session
La troisième session se déroule du 3 décembre 1798 au 3 mars 1799 au Congres Hall de Philadelphie.

## Partis

### Sénat
|                        | Parti       | Parti | Total | Sièges vacants |
| Républicain- démocrate | Fédéraliste |       | Total | Sièges vacants |
| ---------------------- | ----------- | ----- | ----- | -------------- |
| Début                  | 9           | 22    | 31    | 1              |
| Fin                    | 9           | 22    | 31    | 1              |

### Chambre des représentants
|                        | Parti       | Parti | Total | Sièges vacants |
| Républicain- démocrate | Fédéraliste |       | Total | Sièges vacants |
| ---------------------- | ----------- | ----- | ----- | -------------- |
| Début                  | 49          | 57    | 106   | 0              |
| Fin                    | 50          | 56    | 106   | 0              |

## Membres

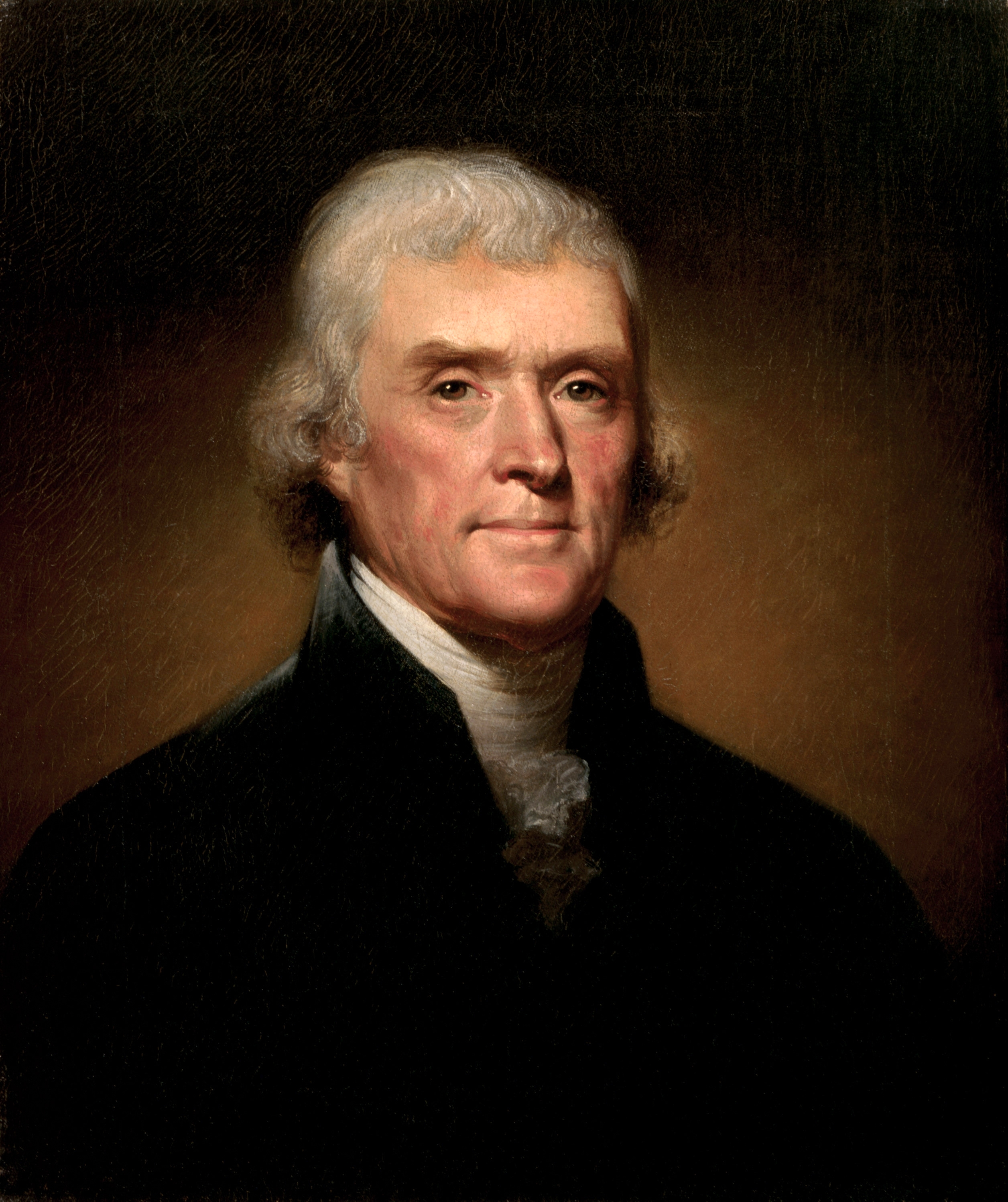
Le président du Sénat Thomas Jefferson.
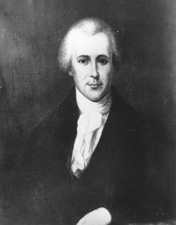
Le président pro tempore du Sénat William Bradford.
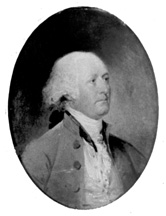
Le président pro tempore du Sénat Jacob Read.
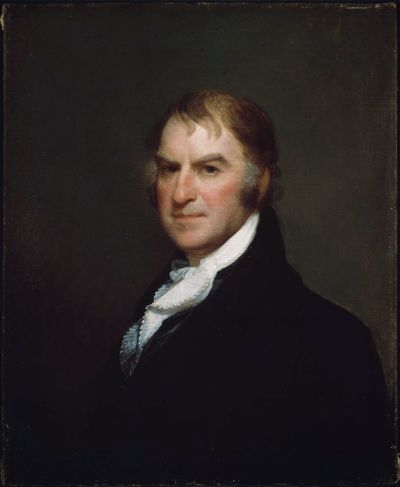
Le président pro tempore du Sénat Theodore Sedgwick.
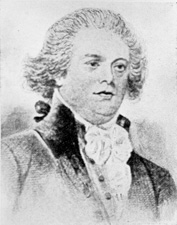
Le président pro tempore du Sénat John Laurance.
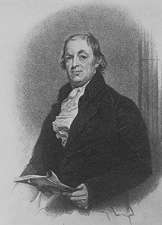
Le président pro tempore du Sénat James Ross.
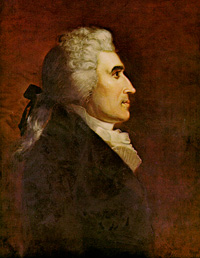
Le président de la Chambre des représentants Jonathan Dayton.

### Sénat
- Président : Thomas Jefferson (DR)
- Président pro tempore :
  - William Bradford (F), élu le 6 juillet 1797
  - Jacob Read (F), elected November 22, 1797
  - Theodore Sedgwick (F), elected June 27, 1798
  - John Laurance (F), elected December 6, 1798
  - James Ross (F), élu le 1er mars 1799.

Le Sénat est renouvelé par tiers tous les deux ans, avec des mandats de six ans. Le mandat des sénateurs de classe 1 (élus en 1796) débute avec ce Congrès ; celui des sénateurs de classe 2 (élus en 1792) s'achève avec ce Congrès ; et celui des sénateurs de classe 3 (élus en 1794) s'achève au prochain Congrès.
| - Caroline du Nord : - 2. Alexander Martin (DR) - 3. Timothy Bloodworth (DR) - Caroline du Sud : - 3. Jacob Read (F) - 2. John Hunter (DR) jusqu'au 26 novembre 1798 (démission) - 2. Charles Pinckney (DR) à partir du 6 décembre 1798 - Connecticut : - 1. James Hillhouse (F) - 3. Uriah Tracy (F) - Delaware : - 2. John Vining (F) jusqu'au 19 janvier 1798 (démission) - 2. Joshua Clayton (F) du 19 janvier au 11 août 1798 (décès) - 2. William H. Wells (F) à partir du 17 janvier 1799 - 1. Henry Latimer (F) - Géorgie : - 3. James Gunn (F) - 2. Josiah Tattnall (DR) - Kentucky : - 2. John Brown (DR) - 3. Humphrey Marshall (F) - Maryland : - 3. John Henry (F) jusqu'au 10 décembre 1797 (démission) - 3. James Lloyd (F) à partir du 11 décembre 1797 - 1. John Eager Howard (F) - Massachusetts : - 1. Benjamin Goodhue (F) - 2. Theodore Sedgwick (F) | - New Hampshire : - 3. John Langdon (DR) - 2. Samuel Livermore (F) - New Jersey : - 1. John Rutherfurd (F) jusqu'au 26 novembre 1798 (démission) - 1. Franklin Davenport (F) à partir du 5 décembre 1798 - 2. Richard Stockton (F) - New York : - 3. John Laurance (F) - 1. Philip Schuyler (F) jusqu'au 3 janvier 1798 (démission) - 1. John Sloss Hobart (F) du 11 janvier au 16 avril 1798 (démission) - 1. William North (F) du 5 mai au 17 août 1798 (intérim) - 1. James Watson (F) à partir du 17 août 1798 - Pennsylvanie : - 1. James Ross (F) - 3. William Bingham (F) - Rhode Island : - 1. Theodore Foster (F) - 2. William Bradford (F) jusqu'en octobre 1797 (démission) - 2. Ray Greene (F) à partir du 13 novembre 1797 - Tennessee : - 2. William Blount (DR) jusqu'au 8 juillet 1797 (exclusion) - 2. Joseph Anderson (DR) à partir du 26 septembre 1797 - 1. William Cocke (DR) du 15 mai au 26 septembre 1797 (intérim) - 1. Andrew Jackson (DR) du 26 septembre 1797 à avril 1798 (démission) - 1. Daniel Smith (DR) à partir du 6 octobre 1798 - Vermont : - 3. Elijah Paine (F) - 1. Isaac Tichenor (F) jusqu'au 17 octobre 1797 (démission) - 1. Nathaniel Chipman (F) à partir du 17 octobre 1797 - Virginie : - 2. Henry Tazewell (DR) jusqu'au 24 janvier 1799 (décès) - 2. siège vacant à partir du 24 janvier 1799 - 1. Stevens Mason (DR) |

### Chambre des représentants
La Chambre des représentants passe de 105 à 106 membres à la suite de l'entrée du Tennessee dans l'Union.
- Président : Jonathan Dayton (A)

| - Caroline du Nord (10) : - 1. Joseph McDowell (DR) - 2. Matthew Locke (DR) - 3. Robert Williams (DR) - 4. Richard Stanford (DR) - 5. Nathaniel Macon (DR) - 6. James Gillespie (DR) - 7. William Barry Grove (F) - 8. Dempsey Burges (DR) - 9. Thomas Blount (DR) - 10. Nathan Bryan (DR) jusqu'au 4 juin 1798 (décès) - 10. Richard Dobbs Spaight (DR) à partir du 10 décembre 1798 - Caroline du Sud (6) : - 1. William L. Smith (F) jusqu'au 10 juillet 1797 - 1. Thomas Pinckney (F) à partir du 23 novembre 1797 - 2. John Rutledge Jr. (F) - 3. Lemuel Benton (DR) - 4. Thomas Sumter (DR) - 5. Robert Goodloe Harper (F) - 6. William Smith (DR) - Connecticut (7) : - John Allen (F) - Joshua Coit (F) jusqu'au 5 septembre 1798 - Jonathan Brace (F) à partir du 3 décembre 1798 - Samuel W. Dana - James Davenport (F) jusqu'au 3 août 1797 - William Edmond (F) à partir du 13 novembre 1797 - Chauncey Goodrich (F) - Roger Griswold (F) - Nathaniel Smith (F) - Delaware (1) : - James A. Bayard (F) - Géorgie (2) : - Abraham Baldwin (DR) - John Milledge (DR) - Kentucky (2) : - 1. Thomas T. Davis (DR) - 2. John Fowler (en) (DR) - Maryland (8) : - 1. George Dent (F) - 2. Richard Sprigg Jr. (DR) - 3. William Craik (F) - 4. George Baer Jr. (F) - 5. Samuel Smith (DR) - 6. William Matthews (F) - 7. William Hindman (F) - 8. John Dennis (F) - Massachusetts (14) : - 1. Thomson J. Skinner (DR) - 2. William Shepard (F) - 3. Samuel Lyman (F) - 4. Dwight Foster (F) - 5. Nathaniel Freeman Jr. (DR) - 6. John Reed Sr. (F) - 7. Stephen Bullock (F) - 8. Harrison Gray Otis (F) - 9. Joseph Bradley Varnum (DR) - 10. Samuel Sewall (F) - 11. Theophilus Bradbury (F) jusqu'au 24 juillet 1797 - 11. Bailey Bartlett (F) à partir du 27 novembre 1797 - 12. Isaac Parker (F) - 13. Peleg Wadsworth (F) - 14. George Thatcher (F) | - New Hampshire (4) : - Abiel Foster (F) - Jonathan Freeman (F) - William Gordon (F) - Jeremiah Smith (F) jusqu'au 26 juillet 1797 - Peleg Sprague (F) à partir du 15 décembre 1797 - New Jersey (5) : - Jonathan Dayton (F) - James H. Imlay (F) - James Schureman (F) - Thomas Sinnickson (F) - Mark Thomson (F) - New York (10) : - 1. Jonathan Havens (DR) - 2. Edward Livingston (DR) - 3. Philip Van Cortlandt (DR) - 4. Lucas C. Elmendorf (DR) - 5. David Brooks (F) - 6. Hezekiah L. Hosmer (F) - 7. John E. Van Alen (F) - 8. Henry Glen (F) - 9. John Williams (DR) - 10. James Cochran (F) - Pennsylvanie (13) : - 1. John Swanwick (DR) jusqu'au 1er août 1798 - 1. Robert Waln (F) à partir du 3 décembre 1798 - 2. Blair McClenachan (DR) - 3. Richard Thomas (F) - 4. John Chapman (F) - 4. Samuel Sitgreaves (F) jusqu'en 1798 - 4. Robert Brown (DR) à partir du 4 décembre 1798 - 5. George Ege (F) jusqu'en octobre 1797 - 5. Joseph Hiester (DR) à partir du 1er décembre 1797 - 6. John A. Hanna (DR) - 7. John W. Kittera (F) - 8. Thomas Hartley (F) - 9. Andrew Gregg (DR) - 10. David Bard (DR) - 11. William Findley (DR) - 12. Albert Gallatin (DR) - Rhode Island (2) : - Christopher G. Champlin (F) - Elisha Potter (F) jusqu'en 1797 - Thomas Tillinghast (F) à partir du 13 novembre 1797 - Tennessee (1) : - Andrew Jackson (DR) jusqu'en septembre 1797 - William C. C. Claiborne (DR) à partir du 23 novembre 1797 - Vermont (2) : - 1. Matthew Lyon (DR) - 2. Lewis R. Morris (F) - Virginie (19) : - 1. Daniel Morgan (F) - 2. David Holmes (DR) - 3. James Machir (F) - 4. Abram Trigg (DR) - 5. John J. Trigg (DR) - 6. Matthew Clay (DR) - 7. Abraham B. Venable (DR) - 8. Thomas Claiborne (DR) - 9. William B. Giles (DR) jusqu'au 2 octobre 1798 - 9. Joseph Eggleston (DR) à partir du 3 décembre 1798 - 10. Carter B. Harrison (DR) - 11. Josiah Parker (F) - 12. Thomas Evans (DR) - 13. John Clopton (DR) - 14. Samuel Cabell (DR) - 15. John Dawson (DR) - 16. Anthony New (DR) - 17. Richard Brent (DR) - 18. John Nicholas (DR) - 19. Walter Jones (DR) |